# Ожер (село)
Ожер (фр. Augères) насеље је и општина у централној Француској у региону Лимузен, у департману Крез која припада префектури Гере.
По подацима из 2011. године у општини је живело 128 становника, а густина насељености је износила 10,3 становника/km². Општина се простире на површини од 12,43 km². Налази се на средњој надморској висини од 428 метара (максималној 522 m, а минималној 417 m).

## Демографија
| 1962. | 1968. | 1975. | 1982. | 1990. | 1999. | 2011. |
| ----- | ----- | ----- | ----- | ----- | ----- | ----- |
| 230   | 254   | 187   | 178   | 146   | 146   | 128   |

График промене броја становника у току последњих година